# أسد الأرض (جنس)
أسد الأرض (الاسم العلمي: Cardopatium) جنس نبات مُزهر من فصيلة النجمية، أعطانه وسط وشرق منطقة البحر الأبيض المتوسط.
الأنواع:
1. Cardopatium amethystinum Spach - الجزائر، تونس.
2. أسد الأرض العذقي (L.) Pers. -اليونان، إيطاليا، مقدونيا، تركيا، قبرص، لبنان، سوريا، إسرائيل، فلسطين، الأردن، الجزائر.